# Хоэнфельс-Эссинген
Хоэнфельс-Эссинген (нем. Hohenfels-Essingen) — община в Германии, в земле Рейнланд-Пфальц. 
Входит в состав района Вульканайфель. Подчиняется управлению Герольштайн.  Население составляет 345 человек (на 31 декабря 2010 года). Занимает площадь 5,02 км².